# Heist-aan-Zee

Heist-aan-Zee, ou Heist, é uma vila belga, situada no município de  Knokke-Heist, na província de Flandres Ocidental.